# 오스트리아-헝가리에 대한 미국의 선전포고
1917년 오스트리아-헝가리에 대한 미국의 선전포고(영어: 1917 United States declaration of war on Austria-Hungary)는 공식적으로 하원 합동 결의안 169로, 미국 의회가 아메리카 합중국과 오스트리아-헝가리 사이에 전쟁 상태가 존재함을 선언하기 위해 채택한 결의안이다. 이는 미국이 제1차 세계 대전에 참전하게 된 독일에 대한 선전포고로부터 8개월 후에 일어났다. 1917년 12월 7일에 제정되어 같은 날 발효되었으며, 오스트리아-헝가리의 실질적인 항복 3년 후인 1921년에 공식적으로 종료되었다.

## 배경
1917년 4월 6일, 미국은 독일에 선전포고를 했다. 선전포고는 우드로 윌슨 미국 대통령의 요청으로 미국 의회 양원의 투표를 통해 제정되었으며, 미국 하원은 373대 50(9명 불참)으로 찬성표를 던졌고 미국 상원은 82대 6으로 찬성했다. 독일에 대한 전쟁 선포를 요청하는 의회 연설에서 윌슨은 독일의 동맹국인 오스트리아-헝가리 문제에 대해 언급했다.
| “ | 정부[오스트리아-헝가리]는 아직 미합중국 시민들을 상대로 해상에서 실제로 전쟁에 참여하지 않았으며, 저는 적어도 현재로서는 빈 정부와의 관계에 대한 논의를 보류하는 자유를 누리고 있습니다. | ” |

이틀 후 오스트리아-헝가리는 미국과의 외교 관계를 단절하고, 빈 주재 미국 대사관의 임시대리대사에게 전달된 외교 노트를 통해 미국 외교관들이 자국을 떠나도록 요청했다.

## 선전포고

### 요청

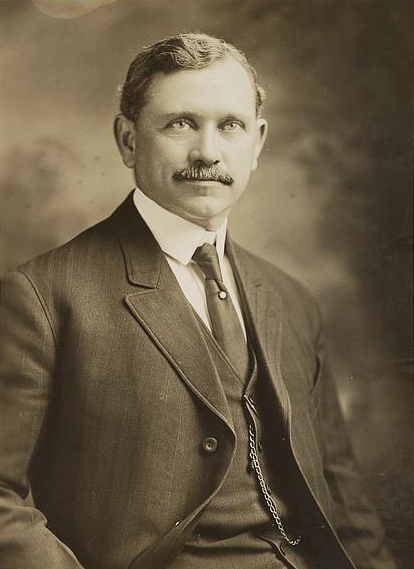
버지니아주 하원의원 헨리 D. 플러드가 선전포고를 도입했다.

1917년 12월 4일, 윌슨은 의회에 출석하여 1917년 국정연설을 했다. 이 연설에서 그는 오스트리아-헝가리에 대한 선전포고를 요청하며, 그러한 선언이 "성공에 방해가 되는 모든 장애물을 철저히 제거"하는 데 필요하다고 밝혔다. 윌슨은 나아가 오스트리아-헝가리가 "독일 정부의 봉신"이며 "다른 국가의 도구"로 행동하고 있다고 비난했다. 그러나 윌슨이 선전포고를 추구한 진정한 동기는 이탈리아의 상황이었다. 미국 군사 계획자들은 강력한 오스트리아군의 진격에 맞서 이탈리아 방어선을 강화하기 위해 곧 미군을 배치할 필요가 있을 수 있다고 판단했다.
윌슨의 연설에 대한 응답으로 헨리 D. 플러드는 하원 합동 결의안 169인 선전포고를 도입했고, 이는 심의를 위해 미국 하원 외교위원회에 회부되었다. 위원회는 "이 선언이 존재한다고 선포하는 전쟁 상태는 실제로 여러 달 동안 사실이었다"고 명시한 보고서를 발행하며 만장일치로 결의안 채택을 권고했다. 보고서는 나아가 1915년 9월, 미국 주재 오스트리아-헝가리 대사 콘스탄틴 둠바가 미국 제조업을 겨냥한 산업 사보타주 계획을 주도했으며, 1917년 4월 4일에는 깃발 없는 잠수함 승무원이 지중해에서 미국 스쿠너 SV 마르그리트를 승선하여 침몰시켰고, 이 잠수함의 국적은 "잠수함 장교가 오스트리아어를 사용했기 때문에" 오스트리아로 의심된다고 비난했다.  [sic] 이 보고서는 틀렸다. 마르그리트는 실제로는 독일 잠수함 U-35에 의해 침몰되었다.

### 제정
12월 7일, 하원 합동 결의안 169는 하원에서 365대 1로, 상원에서 74대 0으로 채택되었다. 대통령은 그날 늦게 선언에 서명했다.

#### 논쟁

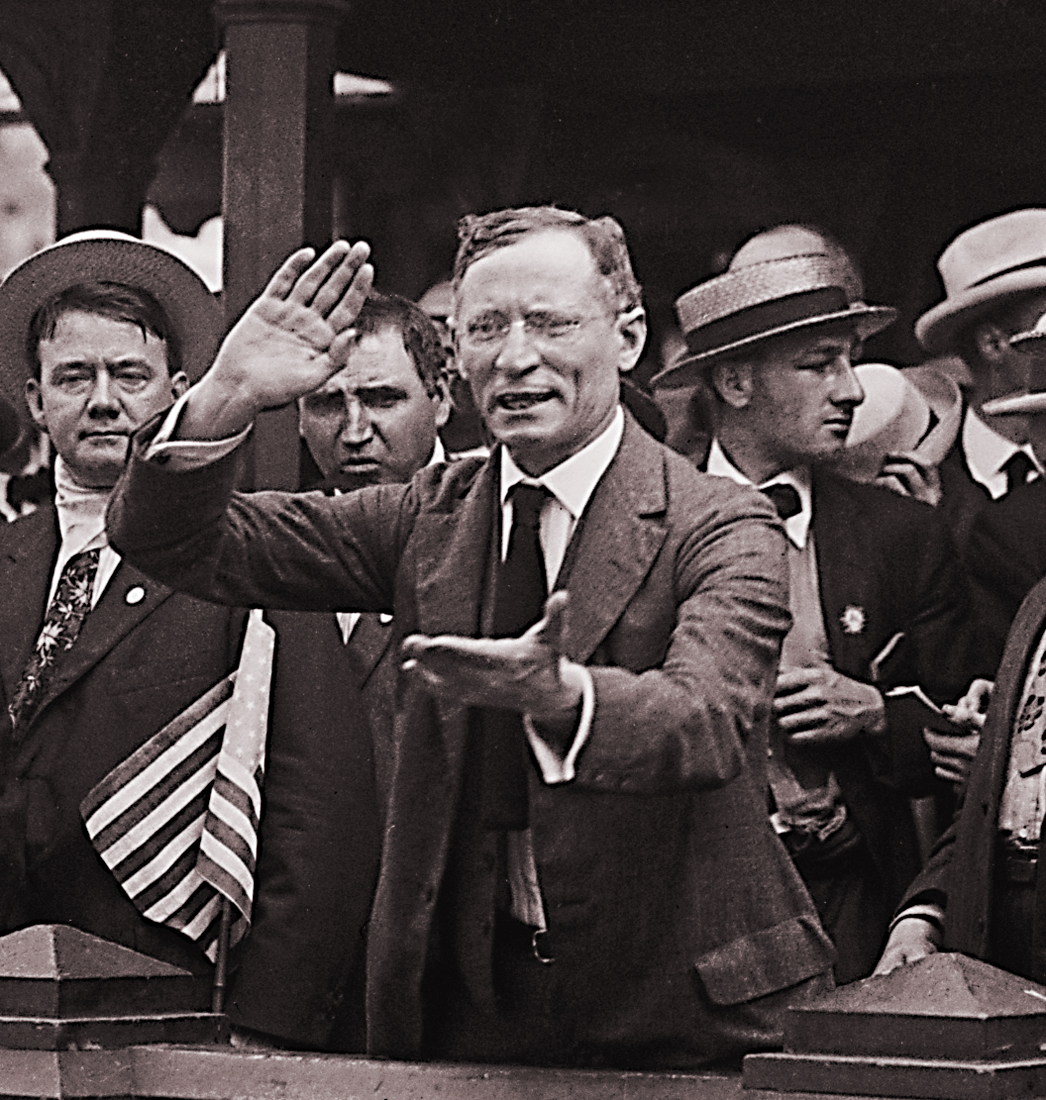
1916년 촬영된 메이어 런던은 오스트리아-헝가리에 대한 선전포고에 반대하는 유일한 표를 던졌다.

앞서 독일에 대한 선전포고에 반대했던 저넷 랭킨은 오스트리아-헝가리에 대한 선전포고에 찬성표를 던지면서 "우리가 지금 던질 표는 선전포고에 대한 표가 아니다. 만약 그렇다면 나는 반대표를 던졌을 것이다. 이것은 이미 선포된 전쟁의 진행에 대한 단순한 기술적 절차에 대한 표이다."라고 말했다.
하원의 유일한 반대표는 뉴욕 출신의 사회주의자 대표인 메이어 런던이 던졌다. 그는 앞서 독일에 대한 선전포고에 대해 북동부에서 유일하게 반대표를 던졌다. 런던은 하원 회의장에서 "나는 '충성 맹세'를 싫어하지만, 나는 메이플라워호에서부터 조상을 거슬러 올라갈 수 있는 어떤 남자만큼이나 미국을 깊이 사랑한다고 믿는다"고 선언했다. 그러나 런던은 자신의 지역구 유권자들이 전쟁에 반대하며, 자신이 미국이 유럽에 대한 무기 금수 조치를 채택하기를 선호한다고 말했다. 이는 그가 독일에 대한 선전포고에 반대했던 것과 동일한 논리였다. 그는 하원 회의장에서 맹렬히 비난받았다.
상원에서 로버트 M. 라폴레트 시니어는 결의안에 투표하지 않았다. 그는 사무실로 돌아가서 미국이 전후 오스트리아의 분할에 참여하지 않을 것을 보장하는 선언 개정안을 준비하기 위해 회의장을 떠났기 때문이다. 라폴레트가 회의장을 비운 사이에 표결이 진행되었다. 라폴레트는 나중에 통과된 형태의 결의안에 반대했을 것이라고 말했다.

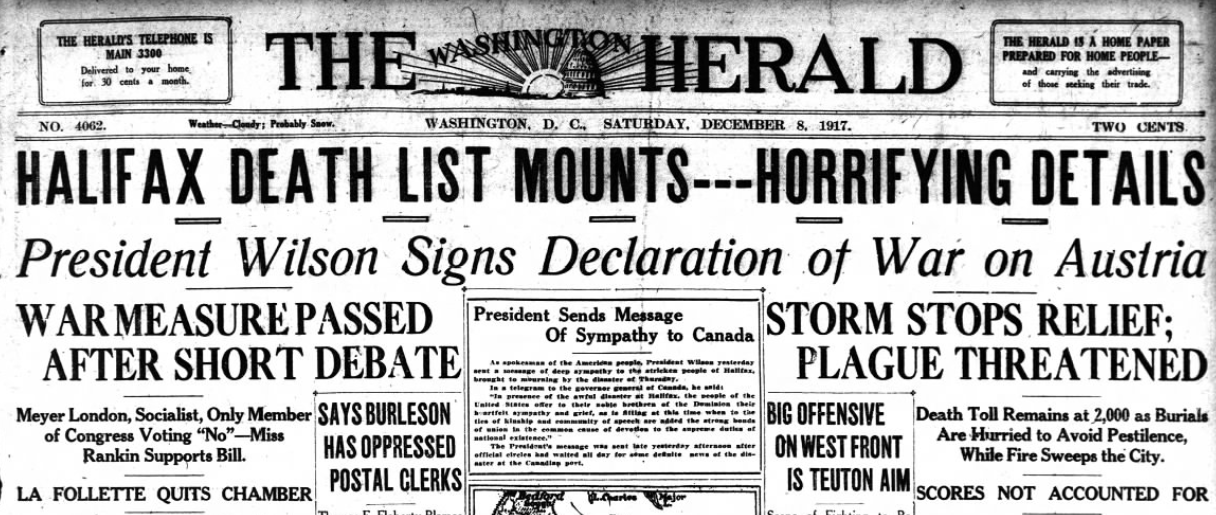
1917년 12월 8일자 워싱턴 헤럴드의 표지; 전쟁 선포 소식은 역사상 세 번째로 큰 비핵 폭발인 파괴적인 핼리팩스 대폭발에 가려졌다.

### 선언문 본문
황실 및 왕실 오스트리아-헝가리 정부가 미합중국 정부 및 국민에 대해 반복적인 전쟁 행위를 저질렀으므로, 미합중국 상원과 하원이 의회에 모여 다음과 같이 결의한다: 이에 미합중국과 황실 및 왕실 오스트리아-헝가리 정부 사이에 전쟁 상태가 존재함을 선언하며, 대통령은 미합중국의 모든 해군 및 육군 병력과 정부의 자원을 사용하여 황실 및 왕실 오스트리아-헝가리 정부에 대한 전쟁을 수행하고, 분쟁을 성공적으로 종결시키기 위해 국가의 모든 자원을 미합중국 의회가 서약한다.

## 국제 사회의 반응
- 오스트리아-헝가리: 오스트리아-헝가리 외무장관인 오토카르 체르닌 백작은 선전포고가 "미국 내 오스트리아-헝가리인들에게는 좋지 않겠지만, 전쟁 결과에는 영향을 미치지 않을 것"이라고 언급했다.
- 이탈리아 왕국: 이탈리아에서 신문 코리에레 델라 세라는 사설을 통해 "오스트리아-헝가리는 오늘 강력한 적을 얻었으며, 이 적은 우리에게 전쟁과 평화에서 도움이 되어야 할 친구이다"라고 밝혔다.
- 러시아 소비에트 연방 사회주의 공화국: 러시아 소비에트 연방 사회주의 공화국에서 공식 육군 저널은 사설을 통해 "전쟁을 통한 평화. 이것이 미국 제국주의자들이 내세우는 표어이다. 미국은 아무런 명백한 이유 없이, 탐욕과 탐욕 외에 정당화될 만한 동기 없이 오스트리아-헝가리의 비타협적인 적임을 선언한다. 전쟁의 공포에 대해 위선적으로 말하는 미국 자본가들은 피의 공포를 연장하려고 애쓰고 있다."고 선언했다.

## 여파
1918년 가을에 황실 정부는 붕괴되었고 10월 18일, 스테판 부리안 폰 라예츠는 잔존 국가 기관을 대표하여 평화를 요청했다. 미국 상원은 생제르맹앙레 조약과 트리아농 조약을 비준하는 것을 거부했다. 이 조약들은 연합국과 오스트리아-헝가리 사이에 평화를 확립하고 오스트리아-헝가리 제국의 공식적인 해체를 초래했다. 그 결과, 미국과 존재하지 않는 오스트리아-헝가리 사이의 전쟁 상태는 비록 활발한 적대 행위 없이도 계속되었고, 이는 미국-오스트리아 평화 조약 (1921년)과 미국-헝가리 평화 조약 (1921년)에 의해 공식적으로 종료될 때까지 지속되었다. 이 조약들은 오스트리아-헝가리의 후계 국가: 오스트리아와 헝가리에 의해 서명되었다.

## 같이 보기
- 미국의 제1차 세계 대전 참전
- 제1차 세계 대전 선전포고 목록